# Megalopsallus schwartzi
Megalopsallus schwartzi är en insektsart som beskrevs av Schuh 2000. Megalopsallus schwartzi ingår i släktet Megalopsallus och familjen ängsskinnbaggar. Inga underarter finns listade i Catalogue of Life.